# Hungarikum (televíziós sorozat)
A Hungarikum egy magyar 2D-s számítógépes animációs sorozat, amelyet 2005. október 10. és 2006. május 5. között sugárzott a Cool TV televízióadó. A sorozatot követő botrányok és feljelentések miatt a csatorna Romániába helyezte át székhelyét, s azóta (papíron) onnan sugározza műsorát.

## Történet
A rajzfilm a magyar történelmet mutatja be gúnyos és groteszk módon.

## Epizódok
2005-ben készült el az alábbi 20 rész:
1. Honfoglalás
2. A klónkirály
3. Ipar nélkül a nemzet
4. Kossuth kalapja
5. Dózsa György átka
6. Táncsics börtöne
7. A Kossuth-regiment
8. Az újra-újratemetés
9. Jurisics park
10. Félelem és reszketés Újpusztaszeren
11. Barátok közt
12. Petőfi csontváza
13. A sztárzenekar
14. Az istenválasztás
15. Három kívánság
16. Folkpornó
17. A magyarok teremtése
18. Az első magyar űrhajós
19. Magyar konyha
20. A Szent Korona kódja